# 김기형 (1931년)
김기형(金基亨, 1931년 1월 7일~2024년 12월 15일)은 대한민국의 정치인이다. 제27대 의정부시장을 역임했다. 14대 함경남도지사를 역임하였다.

## 경력
- 1998.07 ~ 2002.06 제27대 경기도 의정부시장
- 2002.05 새천년민주당 탈당·한국미래연합 입당
- 2003.05.01 ~ 2006.06.21 제14대 함경남도지사

## 역대 선거 결과
|  | 30.46% |

|  | 53.87% |

|  | 9.69% |